# Il testimone (programma televisivo)
Il testimone è un programma televisivo ideato, realizzato e condotto da Pif, in onda dal 2007 su MTV. Nel 2017 le puntate inedite sono andate in onda su TV8. Dopo alcuni anni di pausa, è tornato in onda nel 2021 su Sky Documentaries.
Il programma si propone di mostrare storie, eventi, e persone attraverso l'occhio di una piccola telecamera che lo stesso conduttore porta con sé durante i reportage. La particolare tecnica di ripresa di Pif concede allo spettatore una visione della realtà concreta, e permette di trasmettere il messaggio sociale presente in ogni puntata.
La prima puntata è andata in onda l'8 ottobre 2007.

## Edizioni
| Edizione | Rete televisiva   | Rete televisiva   | Anno      | Inizio       | Fine        | Numero puntate | Conduzione |
| -------- | ----------------- | ----------------- | --------- | ------------ | ----------- | -------------- | ---------- |
| 1        | MTV               | MTV               | 2007      | 8 ottobre    | 23 novembre | 13             | Pif        |
| 2        | MTV               | MTV               | 2008      | 15 ottobre   | 3 dicembre  | 14             | Pif        |
| 3        | MTV               | MTV               | 2010      | 8 febbraio   | 18 aprile   | 9              | Pif        |
| 4        | MTV               | MTV               | 2011      | 22 marzo     | 19 aprile   | 6              | Pif        |
| 5        | MTV               | MTV               | 2012-2013 | 28 dicembre  | 25 novembre | 16             | Pif        |
| 6        | MTV               | MTV               | 2014      | 15 aprile    | 3 giugno    | 11             | Pif        |
| 7        | MTV               | TV8               | 2016      | 14 settembre | 5 ottobre   | 4              | Pif        |
| 8        | TV8               | TV8               | 2017      | 20 gennaio   | 10 marzo    | 7              | Pif        |
| 9        | Sky Documentaries | Sky Documentaries | 2021      | 1ºluglio     | 1ºluglio    | 1              | Pif        |
| 9        | Sky Documentaries | Sky Documentaries | 2021      | 23 ottobre   | 27 novembre | 6              | Pif        |

### Prima stagione
La prima stagione conta di un ciclo di tredici episodi andati in onda tra l'8 ottobre e il 19 novembre 2007, il lunedì e il venerdì sera con inizio alle 22:30.
| nº | Titolo italiano               | Prima TV MTV     |
| -- | ----------------------------- | ---------------- |
| 1  | Addio pizzo                   | 8 ottobre 2007   |
| 2  | La vocazione                  | 12 ottobre 2007  |
| 3  | Il pornoattore                | 15 ottobre 2007  |
| 4  | Una vita in bilico            | 19 ottobre 2007  |
| 5  | Eleonora Abbagnato            | 22 ottobre 2007  |
| 6  | Miss China in Italy           | 26 ottobre 2007  |
| 7  | Loco, loco, loco              | 29 ottobre 2007  |
| 8  | L'animatore di villaggio      | 2 novembre 2007  |
| 9  | La strada per l'acqua (Kenya) | 5 novembre 2007  |
| 10 | Being gay                     | 12 novembre 2007 |
| 11 | Zingari                       | 16 novembre 2007 |
| 12 | Vedere al buio                | 19 novembre 2007 |
| 13 | Un giorno in carcere          | 23 novembre 2007 |

### Seconda stagione
La seconda stagione ha avuto inizio il 15 ottobre 2008, il mercoledì sera con inizio alle 21:30 (alle 22:00 per gli ep. 3, 6, 8).
| nº | Titolo italiano                              | Prima TV MTV     |
| -- | -------------------------------------------- | ---------------- |
| 1  | Orfani di mafia                              | 15 ottobre 2008  |
| 2  | Neomelodici (PopNapSound)                    | 22 ottobre 2008  |
| 3  | Nano o non nano                              | 22 ottobre 2008  |
| 4  | Voglio fa' l'americano                       | 29 ottobre 2008  |
| 5  | Il culturista                                | 5 novembre 2008  |
| 6  | Eroe per scelta                              | 5 novembre 2008  |
| 7  | Raeliani                                     | 12 novembre 2008 |
| 8  | Little Italy                                 | 12 novembre 2008 |
| 9  | Tokyo love                                   | 19 novembre 2008 |
| 10 | Sesso in vendita                             | 26 novembre 2008 |
| 11 | Punti di vista (da vicino nessuno è normale) | 3 dicembre 2008  |

### Terza stagione
L'inizio della terza stagione era stato annunciato per il 29 novembre 2009 quel giorno è stata, invece, mandata in onda una replica. La data di inizio della terza stagione è stata, quindi, posticipata all'8 febbraio 2010, alle ore 21:00, sempre su MTV.
| nº | Titolo italiano        | Prima TV MTV     |
| -- | ---------------------- | ---------------- |
| 1  | Lo scassaminchia       | 8 febbraio 2010  |
| 2  | Il tumore              | 15 febbraio 2010 |
| 3  | Romagna nostra         | 15 febbraio 2010 |
| 4  | La penisola dei famosi | 22 febbraio 2010 |
| 5  | Il Palio di Siena      | 22 febbraio 2010 |
| 6  | Dreaming Mumbai        | 1º marzo 2010    |
| 7  | Il paranormale         | 8 marzo 2010     |
| 8  | Vacanze Smeralde       | 15 marzo 2010    |
| 9  | Futebol de rua         | 22 marzo 2010    |
| 10 | Le famiglie arcobaleno | 18 aprile 2010   |

### Quarta stagione
La quarta stagione si intitola "Il testimone VIP" ed è iniziata martedì 22 marzo 2011 alle 21:00.
| nº | Titolo italiano                  | Protagonista                 | Prima TV MTV   |
| -- | -------------------------------- | ---------------------------- | -------------- |
| 1  | Uomini ad ogni costo             | Fabrizio Corona              | 22 marzo 2011  |
| 2  | Una vita al top                  | Bianca Balti                 | 29 marzo 2011  |
| 3  | Campioni nel mondo 1             | Danilo Gallinari             | 5 aprile 2011  |
| 4  | Campioni nel mondo 2             | Max Pescatori                | 5 aprile 2011  |
| 5  | Milioni di copie al volo         | Fabio Volo                   | 12 aprile 2011 |
| 6  | Non è un Paese (solo) per vecchi | Giorgia Meloni, Matteo Renzi | 19 aprile 2011 |

### Quinta stagione
La quinta stagione è iniziata lunedì 4 marzo 2013 alle 22.50, con l'episodio Arte Contemporanea. Venerdì 28 dicembre 2012 alle 21:10 è stato, però, trasmesso un servizio inedito registrato a Cortina d'Ampezzo a cavallo tra dicembre 2010 e gennaio 2011.
| nº | Titolo italiano                           | Prima TV MTV     |
| -- | ----------------------------------------- | ---------------- |
| 0  | Vacanze a Cortina 2010                    | 28 dicembre 2012 |
| 1  | Arte contemporanea                        | 4 marzo 2013     |
| 2  | Padre Pio                                 | 11 marzo 2013    |
| 3  | L'Islanda, la crisi e le bionde           | 18 marzo 2013    |
| 4  | Fabri Fibra                               | 25 marzo 2013    |
| 5  | Addio pizzo 2.0                           | 1º aprile 2013   |
| 6  | Persone transessuali - F to M             | 8 aprile 2013    |
| 7  | Chef, che me magno?                       | 15 aprile 2013   |
| 8  | Una soap al Sole                          | 22 aprile 2013   |
| 9  | Corsi motivazionali                       | 29 aprile 2013   |
| 10 | W il Re!                                  | 6 maggio 2013    |
| 11 | Valeria Marini                            | 13 maggio 2013   |
| 12 | Coriandoli e arance                       | 20 maggio 2013   |
| 13 | Roberto Saviano                           | 27 maggio 2013   |
| 14 | Dubai e Qatar - Parte 1                   | 16 ottobre 2013  |
| 15 | Dubai e Qatar - Parte 2                   | 23 ottobre 2013  |
| 16 | La Mafia uccide solo d'estate - Backstage | 25 novembre 2013 |

### Sesta stagione
La sesta stagione del programma è iniziata martedì 15 aprile 2014 alle 21.10 con gli episodi "Il diavolo veste pile - Prima parte" e "Groenlandia 1 - L'Ovest". Dal 6 maggio viene trasmesso un solo episodio per serata, seguito da una replica di un episodio di una stagione precedente.
| nº | Titolo italiano                           | Prima TV MTV   |
| -- | ----------------------------------------- | -------------- |
| 1  | Il diavolo veste pile - Prima parte       | 15 aprile 2014 |
| 2  | Groenlandia 1 - L'Ovest                   | 15 aprile 2014 |
| 3  | Groenlandia 2 - L'Est                     | 22 aprile 2014 |
| 4  | Persone transessuali - M to F             | 22 aprile 2014 |
| 5  | Il diavolo veste pile - Seconda parte     | 29 aprile 2014 |
| 6  | Calcio storico fiorentino - Prima parte   | 29 aprile 2014 |
| 7  | Calcio storico fiorentino - Seconda parte | 6 maggio 2014  |
| 8  | Tarahumara - Il popolo che corre          | 13 maggio 2014 |
| 9  | Famiglie numerose                         | 20 maggio 2014 |
| 10 | Addio Pizzo 3.0                           | 27 maggio 2014 |
| 11 | Fuori dal mondo                           | 3 giugno 2014  |

### Settima stagione
La settima stagione del programma è iniziata il 14 settembre 2016 con l'episodio "Una vacanza da leoni", andando in onda per quattro puntate. L'intera stagione è andata in onda su MTV fìno al 5 ottobre 2016 e in replica su TV8 dal 17 marzo al 7 aprile 2017. La seconda puntata è stata usata come replica da TV8 ad ottobre per uno speciale contro le armi dato il fatto accaduto a Los Angeles.
| nº | Titolo italiano                                  | Prima TV MTV      | Prima TV TV8  |
| -- | ------------------------------------------------ | ----------------- | ------------- |
| 1  | Las Vegas - Una vacanza da leoni (prima parte)   | 14 settembre 2016 | 17 marzo 2017 |
| 2  | Las Vegas - Una vacanza da leoni (seconda parte) | 21 settembre 2016 | 24 marzo 2017 |
| 3  | Miami (prima parte)                              | 28 settembre 2016 | 31 marzo 2017 |
| 4  | Miami (seconda parte)                            | 5 ottobre 2016    | 7 aprile 2017 |

### Ottava stagione
L'ottava stagione del programma è iniziata il 20 gennaio 2017 con l'episodio "Roberto Bolle", debuttando su TV8 in seconda serata, per sette puntate. L'intera stagione sarà riproposta in replica dal 1º giugno su MTV.
| nº | Titolo italiano                                 | Prima TV TV8     |
| -- | ----------------------------------------------- | ---------------- |
| 1  | Roberto Bolle                                   | 20 gennaio 2017  |
| 2  | Un week end con l'arbitro (prima parte)         | 27 gennaio 2017  |
| 3  | Un week end con l'arbitro (seconda parte)       | 3 febbraio 2017  |
| 4  | Alla ricerca della felicità (prima parte)       | 17 febbraio 2017 |
| 5  | Alla ricerca della felicità (seconda parte)     | 24 febbraio 2017 |
| 6  | Una collezione di collezionisti                 | 3 marzo 2017     |
| 7  | Sognogram (i fotoromanzi ai tempi di Instagram) | 10 marzo 2017    |

### Nona stagione
La nona stagione del programma viene preannunciata il 1º luglio 2021 con l'episodio dedicato a "Giulio Regeni", debuttando su Sky Documentaries.
Gli episodi inediti vanno successivamente in onda da sabato 23 ottobre 2021 al 27 novembre 2021 sulla medesima rete.
| nº     | Titolo italiano   | Prima TV         |
| ------ | ----------------- | ---------------- |
| Pilota | Giulio Regeni     | 1º luglio 2021   |
| 1      | Lampedusa         | 23 ottobre 2021  |
| 2      | Lampedusa         | 30 ottobre 2021  |
| 3      | Mika              | 6 novembre 2021  |
| 4      | Donne e mafie     | 13 novembre 2021 |
| 5      | Scuola di Polizia | 20 novembre 2021 |
| 6      | The Jackal        | 27 novembre 2021 |

## Spin-off

### Il candidato va alle elezioni
Nel periodo di campagna elettorale per le elezioni italiane del 2018, sono andate in onda 4 puntate dal titolo Il candidato va alle elezioni, nel corso delle quali il testimone ha incontrato i candidati alle suddette elezioni.
| nº | Titolo italiano              | Prima TV TV8     |
| -- | ---------------------------- | ---------------- |
| 1  | Pif incontra Meloni          | 20 febbraio 2018 |
| 2  | Pif incontra Di Maio         | 20 febbraio 2018 |
| 3  | Pif incontra Salvini e Renzi | 27 febbraio 2018 |
| 4  | Mauro fra i piccoli partiti  | 27 febbraio 2018 |

## Sigla
Nelle prime tre stagioni la sigla di apertura era la canzone Just One Look di Doris Troy e Gregory Carroll, nella versione cantata dai The Hollies.
Nella prima stagione la canzone Closet Romantic di Damon Albarn è presente in diversi episodi.
Nella quarta stagione la sigla di apertura era la versione vocale di Lost in Love prodotta da Toodlum Barker & Emil Lomax.
Dalla quinta alla settima stagione la sigla di apertura era Robot Stomp dei The Velvet Candles.
Nella ottava stagione la sigla diventa Life's A Lottery di Lincoln Grounds con Pat Reyford.